# 戈爾維爾 (伊利諾伊州)
戈爾維爾（英語：Goreville）是位於美國伊利諾伊州約翰遜縣的一個村落。

## 地理
戈爾維爾的座標為37°33′12″N 88°58′22″W / 37.55333°N 88.97278°W，而該地最高點為海拔高度223米（即732英尺）。

## 人口
根據2010年美國人口普查的數據，戈爾維爾的面積為7.01平方千米，當中陸地面積為6.95平方千米，而水域面積為0.06平方千米。當地共有人口1049人，而人口密度為每平方千米149人。